# Coenotephria uniformis
Coenotephria uniformis är en fjärilsart som beskrevs av Bytinsky-salz 1937. Coenotephria uniformis ingår i släktet Coenotephria och familjen mätare. Inga underarter finns listade i Catalogue of Life.